# Щитоноска пятнистая
Щитоноска пятнистая (лат. Cassida stigmatica) — жук подсемейства щитоносок из семейства листоедов.

## Распространение
Встречается от западного палеарктического региона до Китая (Синьцзян-Уйгурский автономный район).

## Экология и местообитания
Кормовые растения — астровые (Asteraceae): тысячелистник обыкновенный (Achillea millefolium), полынь селитряная (Artemisia nitrosa), полынь лечебная (Artemisia abrotanum) и пижма обыкновенная (Tanacetum vulgare).